# Verena

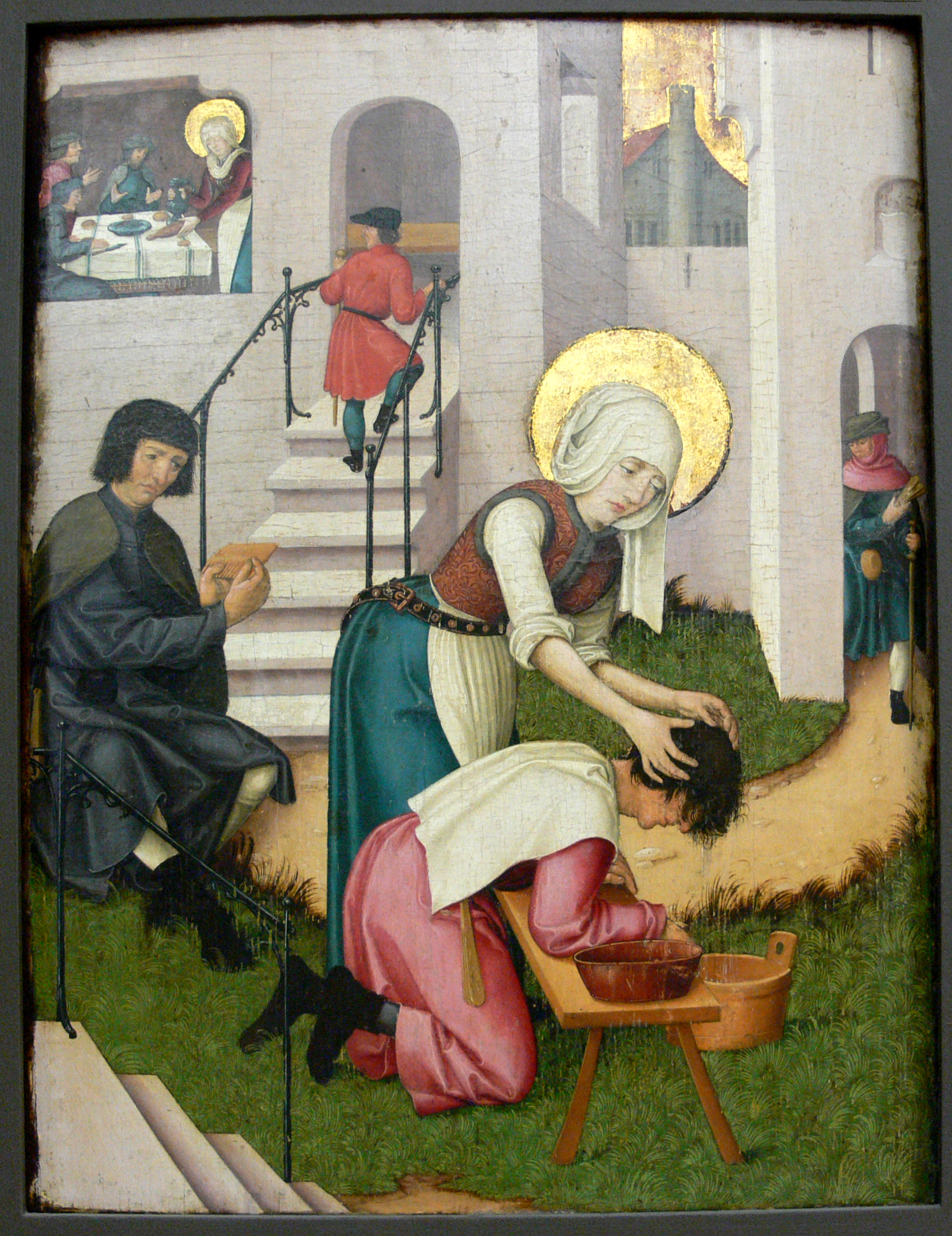
De barmhartigheid van de H. Verena, Württembergisches Landesmuseum Stuttgart, Inv. Nr. 1928-89

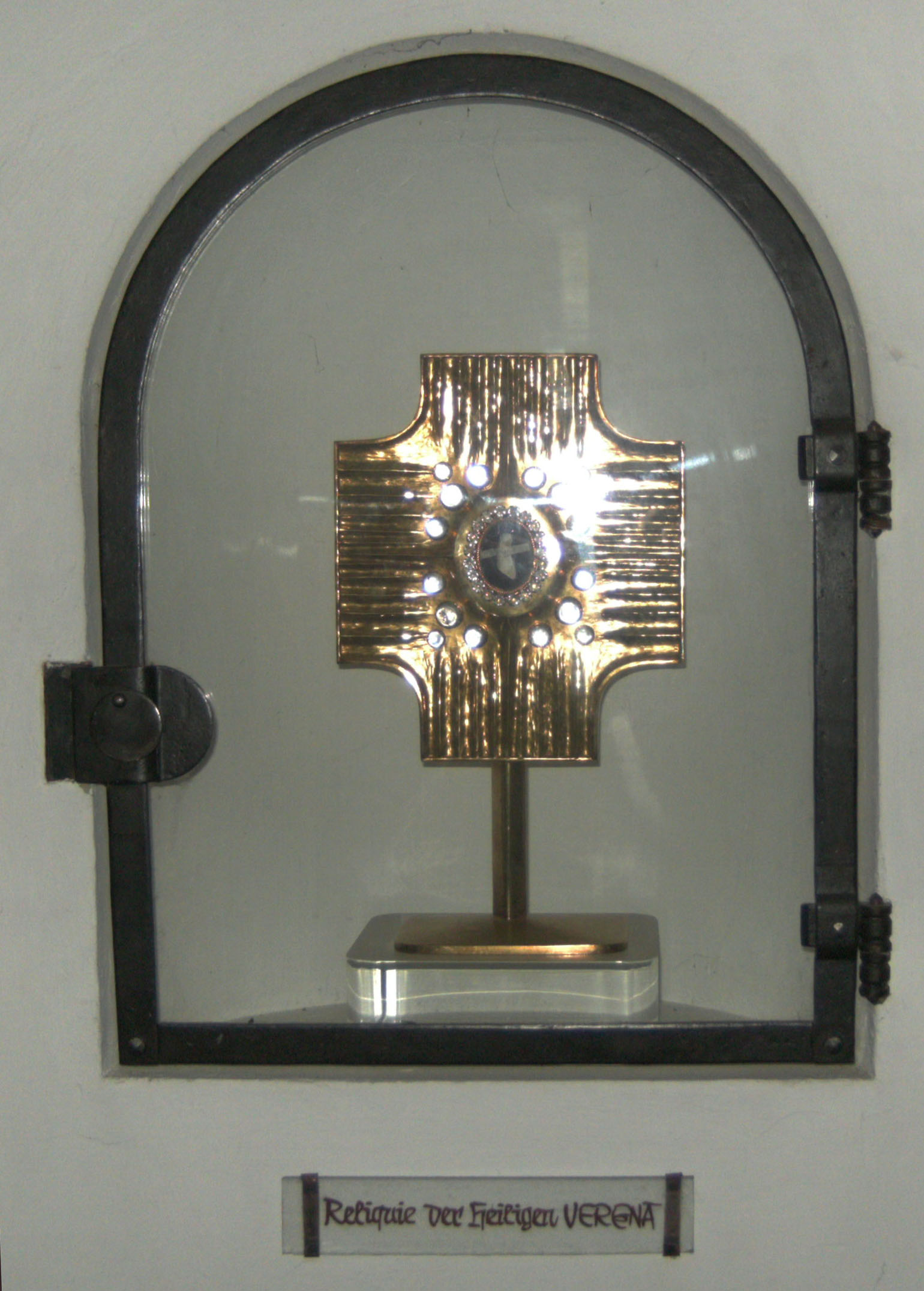
Reliekschrijn van de H. Verena

Verena (* omstreeks 300 – † omstreeks 350 in Zurzach) is een heilige van zowel de Rooms-Katholieke als de Koptisch-Orthodoxe Kerk. Haar gedenkdag is 1 september en  in de Koptische Kerk ook  de dinsdag na Pasen.
Zij behoort tot de legendarische kring van het Thebaanse Legioen, in het gevolg waarvan zij vanuit Egypte in Zwitserland terechtgekomen zou zijn, waar zij uiteindelijk de marteldood zou zijn gestorven. Verhalen over haar heiligheid verspreidden zich al snel na haar dood onder de Alemannen, aan wier bekering zij een grote bijdrage zou hebben geleverd. Haar status in het Duitstalige gedeelte van Zwitserland is te vergelijken met die van de H. Ursula in het Rijnland, die van de H. Odilia in de Elzas en die van de H. Birgitta in Zweden.

## Leven
Verena zou de dochter zijn geweest van een vooraanstaande Thebaanse familie uit Opper-Egypte en in haar jonge jaren zijn toevertrouwd aan een bisschop genaamd Chaeremon, die haar op de doop moest voorbereiden. Chaeremon zou slachtoffer geworden zijn van de christenvervolgingen van Decius Hierop zou Verena naar Neder-Egypte zijn getrokken, waar zij zich aansloot bij het Thebaanse Legioen, dat onder leiding stond van de H. Mauritius, aan wie zij verwant zou zijn geweest.
Zij volgde – naar men zegt, naar oud-Koptisch gebruik, waar vrouwen meetrokken met de legers om hun mannen te kunnen verzorgen – het Legioen naar het Italisch schiereiland tot nabij Milaan. Hier zou zij enkele jaren hebben gewoond, terwijl ze gevangen christenen bezocht en zorgdroeg voor de heilige plaatsen waar martelaren waren gedood. Toen zij hoorde van de marteldood van de H. Victor van Solothurn, zou zij de Alpen zijn overgetrokken om te bidden en te vasten nabij zijn graf. Hiertoe betrok zij een smalle grot, waar ze een ascetisch leven leidde en niet afzag van zelfkastijding. In haar levensonderhoud voorzag zij door handwerk, dat werd verkocht aan de Allemannen. In de omgeving van Solothurn stond zij bekend als de Moeder der Maagden, omdat zij jonge vrouwen uit de streek onderwees in christelijke deugden en hen opvattingen over kuisheid en persoonlijke hygiëne bijbracht. Ook zou zij vanuit haar grot enkele wonderen hebben verricht, waaronder het genezen van een aantal blinden. Toen zij door Romeinen gevangengezet werd, verscheen in een visioen de H. Mauritius aan haar, om haar te bemoedigen. Ze werd uit gevangenschap vrijgelaten nadat zij de Romeinse gouverneur van een kwaal had genezen.
Toen haar heiligheid bekender werd, en er steeds meer pelgrims bij de grot kwamen, vluchtte zij naar een eilandje in de Aare (waar Aare en Rijn samenkomen). Hier bestreed zij een slangenplaag, verzorgde zieken en genas blinden en lammen. Daarna zou ze naar Tenedo, het tegenwoordige Zurzach, zijn getrokken. Hier stichtte zij een Kerk, gewijd aan de H. Maagd. Zij trok in bij de priester van die Kerk, hetgeen tot kwalijke geruchten leidde. Hoewel ze ook in Tenedo mensen genezen zou hebben, nam de volkswoede over haar vermeende relatie met de priester dusdanige vormen aan, dat zij zich liet inmetselen in een cel. Hier woonde ze de laatste elf jaar van haar leven. Op de dag van haar dood zou Maria aan haar verschenen zijn.

## Heiligheid

De H. Verena op het wapen van Stäfa

Haar graf werd vrijwel meteen een bedevaartsoord. Nabij haar graf werd een klooster gesticht dat er tot 1876 heeft gestaan. In Zwitserland zijn tal van kerken en instellingen aan haar gewijd. Zij was patrones van het Oostenrijks keizerlijk Huis Habsburg.
Zij wordt afgebeeld met een dubbele kam in de ene, en een waterkan in de andere hand, bijvoorbeeld in het wapen van Stäfa, waarvan zij de patrones is. Onder de populaire bedevaartsoorden is de grot (Verenaslucht) waar Verena woonde, nabij Oberdorf.